# Erwin Reuben Jacobi
Erwin Reuben Salomon Jacobi (* 21. September 1909 in Straßburg; † 27. Februar 1978 in Zürich) war ein französisch-schweizerischer Cembalist, Organist und Musikwissenschaftler.

## Leben und Wirken
Nach einem Studium der Volkswirtschaft in München und Berlin lebte der aus einer deutschen Familie stammende Jacobi von 1934 bis 1952 in Israel, wo er zuerst in der Landwirtschaft und Industrie tätig war. In den Jahren 1951 und 1952 bei Frank Pelleg (Cembalo) und Paul Ben-Haim (Musiktheorie) studierte. Seine musikalische Ausbildung setzte er in New-York bei Curt Sachs (Musikgeschichte), Wanda Landowska (Cembalo) und an der Schola Cantorum Basiliensis bei August Wenzinger (Alte Musik) und Eduard Müller (Orgel) fort. Nach weiteren Studien an der Universität Zürich bei Paul Hindemith (Musiktheorie) und bei Antoine-Elisée Cherbuliez (1888–1964), promovierte er 1957 über die „Die Entwicklung der Musiktheorie in England nach der Zeit von Jean-Philippe Rameau“. Ab 1956 lebte Jacobi in der Schweiz und war als Interpret und ab 1961 auch als Dozent am Musikwissenschaftlichen Institut der Universität Zürich tätig. Des Weiteren nahm er verschiedene Gastprofessuren in den USA wahr.
Jacobi forschte vorwiegend auf dem Gebiet der Musiktheorie und -praxis des 17. und 18. Jahrhunderts. Er edierte unter anderem die Gesamtausgabe der theoretischen Werke Rameaus. Die französische Regierung ehrte ihn für Forschungsarbeit mit dem Titel Chevalier de l’Ordre des Arts et des Lettres. Ein weiterer Forschungsschwerpunkt galt den Arbeiten Albert Schweitzers, einem persönlichen Freund, dessen Schriften er veröffentlichte.
Den Nachlass Jacobis, der musiktheoretische Werke vom 15. Jahrhundert bis in die Neuzeit, französische barocke Cembalomusik und mehr als 300 Autographen Albert Schweitzers umfasst, erwarb 1974 die Zentralbibliothek Zürich.

## Veröffentlichungen
- Albert Schweitzer und die Musik. Verlag Breitkopf & Härtel, Wiesbaden 1975, ISBN 3-7651-0121-4.